# 岡良一
岡 良一（おか りょういち、1905年（明治38年）2月14日 - 1994年（平成6年）5月16日）は、日本の政治家。衆議院議員（6期）、金沢市長（第24-25代）。医学博士。

## 経歴
石川県金沢市出身。金沢市長として革新市政を貫いた人物である。
学生時代での文芸活動中に社会主義に出会い、1927年に労働農民党に入党。これが岡の革新市政の原点となる。1937年に社会大衆党に入党し、第2次世界大戦後は日本社会党を経る。
1975年には秋の叙勲で勲二等旭日重光章を受け、1987年には金沢市名誉市民として表彰を受けている。

## 年譜
- 1929年3月 - 旧制金沢医科大学卒業。
- 1939年9月 - 石川県会議員に当選。
- 1942年6月 - 金沢市会議員に当選。
- 1944年9月5日 - 東條英機内閣の軍政を批判し、旧陸軍から懲罰召集を受けて出兵（1946年7月に復員し復職）。
- 1949年1月23日 - 第24回衆議院議員総選挙で石川県第1区より日本社会党公認で出馬し初当選。
- 1952年10月1日 第25回衆議院議員総選挙に出馬するが落選する。
- 1953年4月19日 第26回衆議院議員総選挙に出馬し当選する。
  - 以後、第30回衆議院議員総選挙（1963年）まで5回連続で当選する。
- 1958年5月 -「古皮質（アンモン角）発作放電の発現機序に関する実験的研究」で金沢大学医学博士。
- 1967年1月29日 - 第31回衆議院議員総選挙に出馬するが落選する。
  - なお、第32回衆議院議員総選挙（1969年）では日本社会党の公認を巡り離党し無所属で出馬するが落選する（この選挙での日本社会党公認候補は嶋崎譲）。
- 1968年4月 - 北陸学院短期大学教授に就任。
- 1972年8月6日 - 金沢市長に就任。石川県議会議員を辞職して市長選挙に立候補した米沢外秋（自由民主党公認）と選挙戦を争った。
- 1978年11月23日 - 健康上の理由から、任期半ばで金沢市長を退任。
- 1994年5月16日 - 死去、89歳。死没日をもって正四位に叙される[4]。

## 岡市政の業績
- 老人医療年齢を69歳から実施。
- 学校図書館建設。
- 緑の都市宣言。
- 金沢美術工芸大学の新築工事。
- 金沢駅周辺の高架化事業計画策定。
- 泉鏡花文学賞を創設。娘婿の五木寛之は同文学賞の選考委員を第1回より務めている。

## 著書
- 『核軍縮の夜明け 核拡散防止条約のもたらすもの』黒潮社 1968
- 『釣りの秘境能登』北国出版社 1971
- 『わが反骨の記 ふるさとの同志と共に歩んだ50年』岡良一友の会 1972